# 25970 Nelakanti
25970 Nelakanti è un asteroide della fascia principale. Scoperto nel 2001, presenta un'orbita caratterizzata da un semiasse maggiore pari a 2,5862769 UA e da un'eccentricità di 0,0886284, inclinata di 9,35444° rispetto all'eclittica.